# Geschichte der Küsten-Salish

Heutiges Verbreitungsgebiet der Salish-Sprachen

Verbreitungsgebiet der Küsten-Salish-Sprachen

Die Geschichte der Küsten-Salish, einer durch eine gemeinsame Kultur, Verwandtschaft und Sprachen verbundenen Gruppe indianischer Ethnien an der Pazifikküste Nordamerikas, reicht mehrere Jahrtausende zurück. Ihre Artefakte sind schon früh von großer Einheitlichkeit und weisen eine erkennbare Kontinuität auf, die an manchen Orten über mehr als sieben Jahrtausende zurückreicht.
Im Gebiet der heutigen Küsten-Salish, d. h. im breiten Küstensaum der kanadischen Provinz British Columbia und der US-Bundesstaaten Washington und Oregon, reichen die Spuren menschlicher Anwesenheit über zehntausend Jahre zurück.
Die Lebensgrundlage lieferte Fischfang, vor allem von Lachs, dazu kamen Jagd- und Sammeltätigkeit. Jüngste Forschungen zeigen, dass einige Gruppen bereits im 2. Jahrtausend v. Chr. zu einer bäuerlichen Lebensweise mit saisonal bewohnten Dörfern übergingen.
Schon die ersten Kontakte mit Europäern um 1775 dezimierten zahlreiche Gruppen in stärkstem Ausmaß durch eingeschleppte Krankheiten, vor allem durch Pocken. Da sich die Kolonialmächte Großbritannien und Spanien 1790 auf den Verzicht auf Handelsstützpunkte einigten, begann der Bau von Forts nicht an der per Schiff erreichbaren Pazifikküste, sondern zunächst am Columbia und weiter im Hinterland und erreichte Vancouver Island erst über 50 Jahre später. Damit erhielten das Kanu als Fortbewegungsmittel und die von den Küstenbewohnern angelegten Handelspfade, wie die Grease trails, größte Bedeutung für den zunächst wichtigsten Handel mit Fischotter- und Biberpelzen. Dafür erhielten die Indianer Metallwaren und Waffen, was die lokalen Hierarchien und die Machtverhältnisse zwischen den Stämmen stark veränderte.
Während der Nordteil des von Salish bewohnten Gebietes an die britische Hudson’s Bay Company fiel, fiel der Südteil 1846 an die USA. Diese verdrängten in viel stärkerem Ausmaß durch Besiedlung die Indianer und zwangen sie mit militärischer Gewalt in Reservate. Während in British Columbia jede Gruppe, die man als „Stamm“ auffasste, ein eigenes, wenn auch meist sehr kleines Reservat erhielt, richteten die USA größere Reservations ein, in denen mehrere Stämme lebten. Beide Staaten versuchten die Indianer zwangsweise zu assimilieren, wobei die USA erheblich stärker auf Vermischung, Privatisierung des Bodens und ökonomischen Druck setzten. Gemeinsam war ihnen der Versuch, die indianischen Kulturen durch Verbote und ein entsprechendes Schulsystem auszulöschen. Inzwischen gelingt es vielen Stämmen, ihr kulturelles Erbe wieder zu beleben und eine Selbstregierung (self government) durchzusetzen.

## Einleitender Überblick
Die frühe Geschichte der Küsten-Salish ist überwiegend archäologisch fassbar, denn schriftliche Quellen setzen erst mit der europäischen Entdeckung und Inanspruchnahme am Ende des 18. Jahrhunderts ein. Dazu kommen mündliche Überlieferungen und die Forschung an Bäumen, die Bearbeitungsspuren aufweisen, den so genannten Culturally Modified Trees.
Die halbnomadischen Salish an der Küste lebten vor allem von Lachs. Spätestens ab 1600 v. Chr. entwickelte sich eine bäuerliche Lebensweise mit einer entsprechenden Umwandlung der Landschaft. Dazu kamen Großdörfer, die mitunter über Jahrhunderte im Winter bewohnt wurden.
Die Gesellschaften differenzierten sich in einen dominierenden Adel, die allgemeine Bevölkerung und Sklaven, bei denen es sich zumeist um Kriegsgefangene und deren Nachkommen handelte. Hinzu kamen Sklaven als Handelsobjekt und der Austausch in Form ritueller Gaben innerhalb der führenden Gruppen. Ähnlich wie die Zugehörigkeit zum Adel wurde der Rang eines Häuptlings meist in bestimmten Familien erblich, konnte jedoch aberkannt werden.
Die überaus regenreiche Region brachte gemäßigte Regenwälder hervor, die nicht nur das Material für die bis über 50 m hohen Totempfähle lieferten, sondern auch für die Häuser (schon früh Plankenhäuser), aber auch für Nahrung, Kleidung und Decken. Metall war hingegen überaus selten.
Die hochseetauglichen Kanus gestatteten Kriegszüge entlang der Küsten, aber auch einen ausgedehnten Handel. Die Handelspfade und bekannten Wasserwege nutzten die aus Europa kommenden Pelzhändler und Entdecker gleichfalls. Sie schleppten jedoch auch unbekannte Krankheiten ein, durch die zahlreiche Stämme verschwanden, denn die Salish wurden bereits ab 1775 von den Pocken dezimiert. Dazu kam eine besonders kriegerische Phase, gekennzeichnet durch Plünderzüge der nördlichen Küstenvölker, die durch europäische Waffentechnik noch verschärft wurden.
1846 teilten die USA und Großbritannien das riesige Oregon Country entlang des 49. Breitengrades und zerschnitten dadurch traditionelle Gebiete, Verwandtschafts- und Handelsbeziehungen. Die einsetzende Besiedlung führte vor allem in Washington zu Kämpfen, wie den Puget-Sound-Kriegen. Die Einrichtung von Indianerreservaten führte in Kanada zu einer extremen Streuung der Wohngebiete, in den USA hingegen wurden häufig mehrere Stämme zusammengefasst, so dass neue, als „Stämme“ (tribes) betrachtete Verbindungen entstanden.
Während die Salish in British Columbia wirtschaftlich zunächst eine wichtige Rolle übernehmen konnten, bevor sie über die Gesetzgebung aus den meisten Industrien verdrängt wurden, wurden sie in den USA häufig in vergleichsweise unwirtliche Regionen abgedrängt. Auch verfolgten die beiden Staaten verschiedene Strategien der zwangsweisen Assimilation. Diese begannen in beiden Staaten mit der Missionierung – gegen die sich als Reaktion eigene spirituelle Formen entwickelten –, führten zu Verboten der wichtigsten kulturellen Äußerungen, schlossen alle Ureinwohner vom Wahlrecht aus und steigerten sich bis zur zwangsweisen Verbringung aller Kinder in internatartige Schulen, für die sich die kanadische Regierung 2008 entschuldigte. Während dieser Phase brach die Bevölkerung ein, die meisten Sprachen gingen verloren und die Abwanderung in die Städte nahm so stark zu, dass inzwischen der überwiegende Teil der Küsten-Salish dort wohnt.
Die Situation änderte sich erst mit der veränderten Rechtslage, die die Stammesvertreter vor den obersten Gerichten erzwingen konnten. Dank offenerer Grenzen und der zunehmenden Prosperität einiger Stämme, vor allem aber des wachsenden Bewusstseins der gemeinsamen kulturellen Werte, kam es partiell zu einer Wiederbelebung der Gemeinschaft der Salish-Gruppen. Viele Gruppen kämpfen immer noch um die Anerkennung als Stamm, als Vorbedingung, um überhaupt in Verhandlungen um ihre Souveränität und ihr Land eintreten zu können. Dabei bündeln Stammesverbände die Bemühungen, Grenzen werden markiert, Souveränitätsrechte sukzessive zuerkannt.
Während in den USA mehrere Jahrzehnte lang versucht wurde, das Stammesgebiet in Parzellen aufzulösen und zu privatisieren, blieb der überwiegende Teil der kanadischen Reservate im Stammesbesitz. British Columbia versucht seit 1993 diese Privatisierung im Tausch gegen vergrößerte Reservate durchzusetzen (BC Treaty Process), doch wurden bisher nur wenige Verträge abgeschlossen. Seit 2007 ist unklar, ob dieser so genannte BC Treaty Process weitergeführt werden kann und soll.

## Frühgeschichte

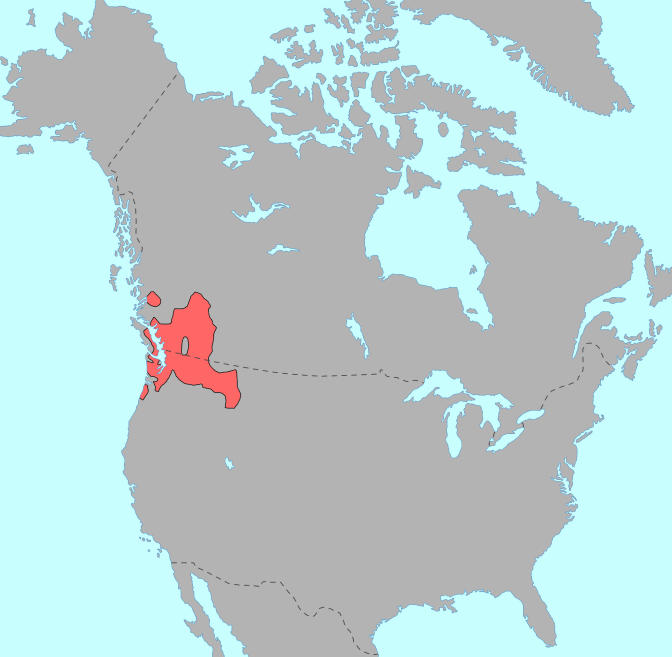
Verbreitung der Salish-Sprachen

Die Frühgeschichte der Küsten-Salish und ihrer Vorgängerkulturen ist nur archäologisch und in späterer Zeit durch mündliche Überlieferung zu fassen. Bei rund 23.000 archäologisch bedeutsamen Stätten in British Columbia werden jährlich ca. 400 Genehmigungen erteilt, die sich auf Baumaßnahmen beziehen. Daher kommt es sehr häufig zu Konflikten, denn der überwiegende Teil der Quellen zur Salishgeschichte liegt – oftmals nicht leicht erkennbar – unter der Erde oder in teilweise mehrere Meter hohen Muschelhügeln (shell middens). Erst 1995 gelang es erstmals einem Stamm in British Columbia, den Nanoose, Mitspracherechte beim Umgang mit archäologischen Stätten zu erringen. Trotz einer anfangs kaum geförderten Forschung sind die Resultate der letzten Jahrzehnte beachtlich. Ähnlich sieht es in Washington aus. 2003 stellte ein archäologischer Bericht fest, dass es 14.000 archäologische Fundstätten gebe, von ganzen Dörfern bis hin zu Bäumen, an denen aus kulturellen Gründen Veränderungen vorgenommen worden sind (Culturally Modified Trees).
In der frühen Phase der menschlichen Besiedlung unterlag die Landschaft noch starken Veränderungen. Gletscher, Schmelzwasser, schwankende Küstenläufe, ein erheblicher tieferer Meeresspiegel, Tsunamis prägten diese Phase, dazu kamen Hebungen und Senkungen der Küstenlinien, die durch das Abschmelzen der gewaltigen Eismassen ausgelöst wurden. Damit dürften viele Artefakte endgültig verschwunden sein. Das erklärt wohl zumindest partiell, warum sich kaum Artefakte aus der Zeit vor etwa 8000 v. Chr. nachweisen lassen, es sei denn an Stellen, die nie überschwemmt worden sind. So fand man auf Dundas Island, am Far West Point, Artefakte aus dem 9. Jahrtausend v. Chr.
Eine der ältesten Fundstätten in British Columbia fand sich nahe Namu. Die Region wurde zwischen 8000 und 3000 v. Chr. von Gruppen bewohnt, die halbsesshaft oder sesshaft lebten und grobkörniges Ergussgestein zu Werkzeugen verarbeiteten. Jüngste Untersuchungen legen den Gebrauch von Wasserfahrzeugen nahe.
Traditionell nehmen die Küsten-Salish an, dass sie schon immer dort gelebt haben, wo sie heute wohnen. Weit verbreitet sind Schöpfungsgeschichten, oftmals von Tieren in Menschenform, von Schöpfern oder Vorfahren der heutigen Stämme. Dazu kommt die Vorstellung von einem Verwandler (transformer), der die Landschaften, die tierischen und pflanzlichen Bewohner, die Grundlagen der gesellschaftlichen Ordnung geschaffen hat. Vielfach enthalten sie Erinnerungen an die Einwanderungszeit und an eine große Flut.

### Ab der Milliken-Phase (ca. 7500 v. Chr.)
Dementsprechend nehmen auch die zu den Salish gehörenden Stó:lō an, dass sie schon immer dort gelebt haben, wo sie heute wohnen.
Tatsächlich ist die Milliken-Phase (7500–6000 v. Chr.) die älteste, archäologisch greifbare Phase. Ihr einziger Fundort liegt 4 km oberhalb von Yale. Blatt-, ei- und halbmondförmige Klingen, Stichel, dünne Schaber und Speckstein sind hier kennzeichnend. Argillite sind das am weitesten verbreitete Steinmaterial, selten sind Basalt, Quarz und Obsidian. Einige angekohlte Kirschkerne sind ein Hinweis auf die Jahreszeit, in der sich die Esser hier aufhielten. Da dies auch die Zeit der Lachswanderung ist, steht zu vermuten, dass bereits die – damals noch nicht so ausgedehnten und umfangreichen – Lachswanderungen bereits zum Fang genutzt wurden. Einige Obsidianstücke stammen aus Oregon, aus einer 600 km entfernten Region – offenbar gab es einen weit reichenden Überlandhandel.
Die Mazama-Phase (6000–4500 v. Chr.) – sie ist nach dem größten bekannten Vulkanausbruch benannt, der den heutigen Crater Lake in Oregon hinterließ – ist ebenfalls bei Yale fassbar, aber auch bei Hope. Als Neuerungen tauchen eiförmige Faustkeile, Hobel und bipolare Keile auf. Mikrolithe sind nachweisbar, also winzige Steinklingen. Basalt verdrängte die Argillite. Schon in dieser Phase lassen sich Kulturunterschiede zwischen dem stärker mit Alaska zusammenhängenden Norden und dem Süden, der über Kontakte mindestens bis nach Oregon verfügte, nachweisen.
Die Eayem-Phase (4000–1100 v. Chr.) ist nur in Agassiz sicher nachweisbar. Dort wurde eine Hausvertiefung gefunden (ein so genanntes pit house), der erste Nachweis für dauerhafte Wohnstätten (um 3000 v. Chr.). Neue Formen wie Projektilspitzen, seien sie eingeklemmt oder seitwärts eingekerbt befestigt, Bohrer, Spitzen und Schleifsteine tauchten auf. Der älteste Fundort eines Dorfs (ca. 3000 v. Chr.) stammt von der Paul Mason-Fundstätte im Kitselas Canyon am Skeena River und weist Anzeichen einer nichthierarchischen Gesellschaft auf. Es war von 1200 bis 700 v. Chr. durchgängig bewohnt. Schon diese Häuser standen dicht an dicht in Reihen, wie man es von den Reiseberichten europäischer Entdecker und Händler seit dem späten 18. Jahrhundert kennt. Doch war die Bauweise noch leichter, die Größenunterschiede gering. Die ältesten figürlichen Darstellungen stammen aus der Zeit um 2500 v. Chr. Bis in diese Zeit reichen auch die ältesten Begräbnisstätten zurück. Um 1500 bis 500 v. Chr. lassen sich die ersten Kriegskeulen nachweisen, die aus Stein oder Walknochen bestanden.
Die Baldwin-Phase (1100–650 v. Chr.) ist wiederum in Milliken, aber auch in Esilao und Katz (Sxwóxwiymelh im Gebiet der Chawathil), die zu den Sto:lo gehören, fassbar. Ihre Kennzeichen sind Mikroklingen, kleine Projektilspitzen, Mörser und Stößel. Es tauchen Schmuckwerke auf, wie Ringe, Ohrringe, Perlen, Anhänger, aber auch figürliche Darstellungen. Diese Phase gilt als Vorläuferin der Marpole-Kultur. Nun finden sich auch vergänglichere Artefakte wie Körbe, gewebte Hüte, Seile, Matten, Reste von Brettern. Diese Materialien wurden auch für komplizierte Kisten benutzt, die der Aufbewahrung und dem Transport dienten, vor allem aber dominierten sie in der Nahrungsmittelbereitung und -aufbewahrung. Keramik existierte nicht, Ton wurde zunehmend verdrängt.
Zudem lassen sich ab etwa 500 v. Chr. erstmals Pfostenhäuser nachweisen, die kennzeichnend für die Westküstenkultur wurden. Vermutlich lieferte der seit längerer Zeit begünstigte Regenwald inzwischen hinreichend große Bäume, und vor allem war die Holzbearbeitung technisch weit genug fortgeschritten, um die Baumriesen zu bearbeiten. Dabei wurde spätestens ab 1000 n. Chr. häufig darauf geachtet, die Baumriesen möglichst nicht zu töten. Auch die Bearbeitung von Steinskulpturen lässt sich für diese Zeit erstmals nachweisen; allein fünfzig dieser Objekte finden sich heute im Museum von Victoria.
An der Südküste lassen sich von ca. 2500 v. Chr. bis etwa 500 n. Chr. Lippenpiercings nachweisen, doch verschwanden sie dort wieder, im Gegensatz zu den nördlichen Küstengebieten, wo sie noch heute zur Tradition gehören. Ebenso hielt sich eine Art Ohrspule von etwa 1500 bis 500 v. Chr. Die so genannten Whatzits, Specksteinobjekte, lassen sich hier möglicherweise auch einordnen, doch ist ihr Gebrauch unklar. Als Schmuck dienten zudem Perlenschnüre, gelegentlich auch Ringe aus Kupfer, einem seltenen Material, das aus Alaska stammte. Solche Funde weisen auf ein weit ausgreifendes System von Handelskontakten hin, dessen Güter der Befriedigung besonderer Repräsentationsbedürfnisse gedient haben dürften, die wohl mit der Entstehung einer dominierenden Schicht, des späteren Adels, zusammenhängen.
Die Skarnel-Phase (350 v. bis 250 n. Chr.) fällt durch das Verschwinden der Mikrolithe auf. Fundstätten sind Esilao, Katz, Pipeline und Silverhope Creek.
Spätestens in der Emery-Phase (250–1250) tauchten Pfeifen auf, wahrscheinlich um 500 n. Chr. Tabak wurde jedoch nur an der Südküste geraucht, im Norden eher gekaut. Dort wurde der Tabak in Gärten angepflanzt, doch machte Gartenbau bei Nahrungsmitteln offenbar dennoch nicht Schule. Zur gleichen Zeit erscheinen Spinnwirtel und weitere Hinweise auf die Herstellung von Decken, wohl aus dem Haar von Hunden und Schneeziegen. Erstere wurden vor allem auf den Gulf Islands gehalten wie Schafe in Europa.
Esilao-Phase (1250–1800). Für diese Phase, die mit den ersten Kontakten mit Europäern endete, gelten kleine Projektilspitzen bestimmter Befestigungsarten als kennzeichnend. Die riesigen Muschelhaufen liefern inzwischen zahlreiche Hinweise auf die dahinter liegende Gesellschaft. Sie bestehen nicht nur aus Muscheln, sondern auch aus Asche, durch Feuerhitze zerborstenen Steinen, Tierknochen und Abfällen. An der gesamten Küste lassen sich ab etwa 3000 bis 2500 v. Chr. Stein- und Knochen- bzw. Geweihtechniken nachweisen. Ab etwa 1500 v. Chr. scheint sich eine stärker auf Vorratshaltung basierende Gesellschaft entwickelt zu haben, die vor allem auf Lachs angewiesen war. Die ersten dauerhaften Winterdörfer sind ab 1200 v. Chr. fassbar, gemeinsame Großbauten um Christi Geburt.
Am unteren Skeena River, im Kitselas Canyon, lassen sich dabei mehrere Phasen unterscheiden, zum einen die Gitaus-Phase, etwa zwischen 1300 und 600 v. Chr. in Gitaus und an der Paul-Mason-Site. Es handelt sich um Sommerlager zum Fischen. Die Skeena-Phase (1600–1200 v. Chr.), die sich nur in Gitaus nachweisen lässt, weist geformte, einseitig bearbeitete und lanzenförmige Bifaces auf, eine Art beidseitig geschärfter Faustkeile. Feuerstein war von größter Bedeutung.
Im Delta des Fraser River sind die wichtigsten Fundorte St. Mungo, Glenrose und Crescent Beach. Muscheln waren hier eindeutig wichtiger, Fisch bedeutsamer als Wild oder Meeressäuger (vor allem Lachs und den Sternflunder (Platichthys stellatus), eine Schollenart, die an fast allen Küsten des Nordpazifiks vorkommt.) Doch auch Wild blieb von großer Bedeutung, gefolgt von Seehunden.

### Marpole-Kultur (400 v. Chr. bis 400 n. Chr.)
Die heutigen Küsten-Salish lassen sich auf die Marpole-Kultur zurückführen. Sie war bereits von der gleichen sozialen Differenzierung, von Plankenhäusern, in denen mehrere Familien lebten, von Lachsfang und -konservierung, reichen Schnitzwerken von häufig monumentalen Ausmaßen und komplexen Zeremonien gekennzeichnet.
Wegen der überragenden Bedeutung des Lachsfangs nahm man lange eine Zuwanderung aus dem unteren Frasertal oder den Plateaus an, doch scheint sich die Marpole-Kultur regional zu speisen. Diese Kultur ist nach einem Fundort im heutigen Vancouver benannt, der damals an der Küste lag, die sich aber durch Ablagerungen des Fraser inzwischen weiter nach Westen verlagert hat. Das auf einem Muschelhügel befindliche Dorf war mehrere Hektar groß, der Hügel 3 bis 4 m hoch. An der Südküste wurde ein Höhepunkt der Komplexität erreicht. Es lassen sich dauerhafte Wintersiedlungen nachweisen, ab ungefähr Christi Geburt auch Planken- oder Langhäuser. Die Begräbnisstätten zeigen starke Statusdifferenzen.
Harpunen mit Widerhaken ersetzten die verschiedenen Typen der Gelenkharpunen. Eindeutig nahm die Zahl der ornamentalen Werke zu, wie die steinerner Figuren. Wichtiger Fundort zur Marpole-Kultur ist Beach Grove, ein Winterdorf im Fraser-Tal. Es gibt dort diverse Einsenkungen von Häusern, die groß, aber noch nicht genau vermessen sind. Die Kindergräber sind auffallend reich ausgestattet, z. T. mit Dentalia, also Muscheln, und vor allem mit dem damals überaus seltenen und wertvollen Kupfer.
Um 400 v. Chr. entwickelte sich eine Gesellschaft, die die individuelle Aneignung von Ansehen bevorzugte. Zwischen etwa 500 und 1000 n. Chr. sind viele Süd-Salish-Gruppen durch Steinhaufengräber (cairns) gekennzeichnet. Um Victoria und Metchosin finden sich hunderte von ihnen. Zu dieser Zeit herrschte wohl noch eine Rang- oder Prestigegesellschaft vor. Erst um 1000 monopolisierte eine Elite nicht nur das ererbte und zugeschriebene Ansehen, sondern auch Machtmittel und Ressourcen.

## Gesellschaften um 1800

### Traditionelle Lebensgrundlagen, Jäger, Sammler, Bauern
Wie an der gesamten Pazifikküste, so lebten die Salish-Stämme in erheblichem Umfang von Meerestieren, doch jagten sie, im Gegensatz zu den Nuu-chah-nulth, keine Wale. Dabei spielte der Lachs, der alljährlich zum Laichen die Flüsse aufwärtsschwamm, eine herausragende Rolle. Auch andere Fische wie Hering und Heilbutt, aber auch Vögel und Wild standen auf der Speisekarte. Jedoch durfte nicht jeder überall jagen, denn bestimmte Familien hatten ihre Riffnetze und bestimmte Sammelfelder, wie die der horse clam, einer Molluskenart (Tresus nuttallii). Sie waren nur dem „Adel“ vorbehalten. Ähnliche Regeln galten für den Hausbau und für die Jagd, aber auch für das Sammeln zahlreicher Pflanzen, wie Beeren, Gräser usw. So konnte es geschehen, dass Familienclans entsprechend der jeweils besten Erntezeit der Pflanzen, in bestimmten, ihnen „gehörenden“ Gebieten wanderten – Jahr für Jahr.

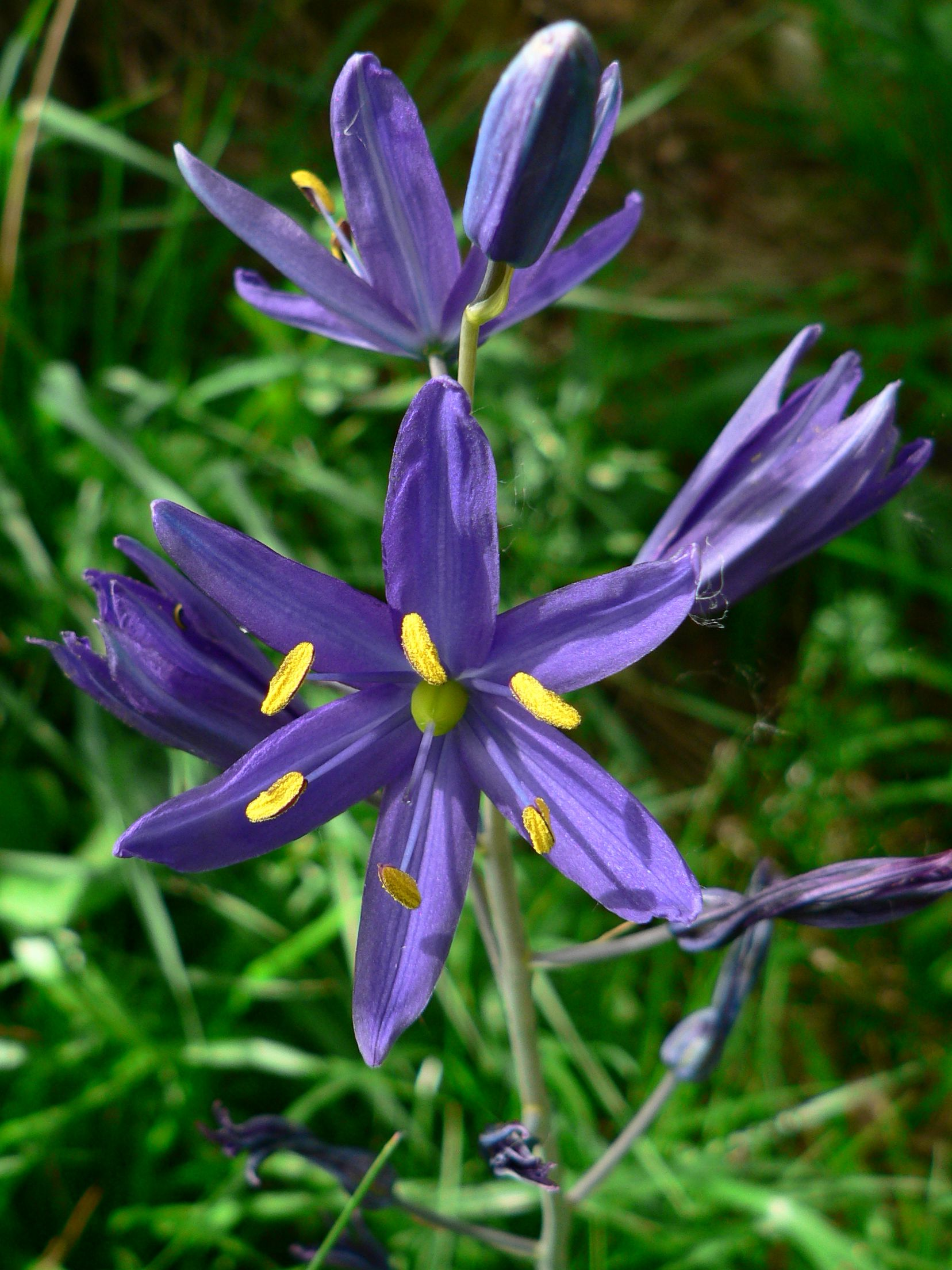
Camassia quamash, deren Zwiebeln essbar sind

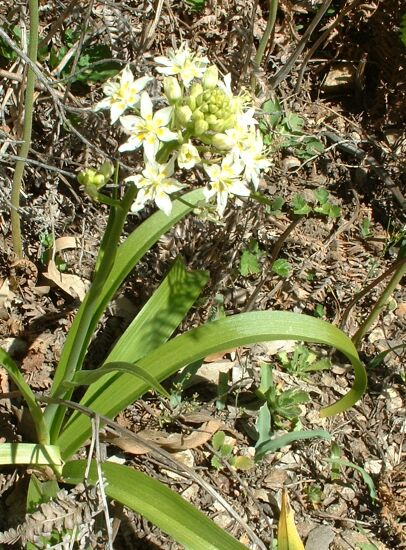
Die hochgiftige (daher der Name Deathcamas), am besten an der Blüte unterscheidbare Zigadenus

Seit langem ist bekannt, dass die Salish nicht nur Jäger und Sammler, sondern auch an ein bestimmtes Gebiet gebundene Bauern waren, die Wanderungen entsprechend den Naturzyklen unternahmen. Sie pflanzten beispielsweise Camas, ein Agavengewächs mit blauen Blüten. Ihre Zwiebeln schmecken wie sehr süße, gebackene Tomaten, manche auch wie Birnen. Die Salish nutzten zwei Arten, nämlich die Gemeine Camas (Camassia quamash, auch Indian Camas genannt) und die Große Camas (Camassia leichtlinii). Anbau und Pflege des Bodens verwandelten die Landschaft im Laufe der Jahrhunderte und gaben ihr einen parkähnlichen Charakter. Zugleich war die Ernte eine gute Gelegenheit, in den Lagern an den Feldern soziale Kontakte zu knüpfen und durch Rituale die Gesellschaft zu festigen.
Die baumarmen Zonen, die zum Anbau von Camas und für die bereits um 1800 übernommenen Kartoffeln gleichermaßen nötig waren, wurden durch den gezielten Einsatz von Feuer geschaffen. Besonders wichtig war die Garry Oak (Quercus garryana), eine Eichenart. Sie ist zwischen British Columbia und Kalifornien verbreitet, wächst aber am besten um Victoria. Um 1800 umfasste dieses System rund 15 km² im Gebiet der heutigen Stadt.
Saisonale Wanderungen prägten den Jahreslauf. An den Flussläufen wurde überwintert, wobei sich dann größere Gruppen zusammenfanden. Von Oktober/November bis Februar/März fanden dementsprechend die wichtigsten Zeremonien und Feiern statt. Im Frühjahr ging es zum Fischfang, um die aufgezehrten Vorräte wieder aufzufrischen. Dabei wurde der Fisch luftgetrocknet, geräuchert, frisch verzehrt, aber niemals gesalzen. Getrockneter Fisch war auch ein wichtiges Handelsgut. Ebenso wichtige Nahrungsquellen waren Wurzeln, Schösslinge und Beeren.
Im Sommer wurde weiterhin gesammelt, jetzt aber auch Holz geschnitten, aus dem nicht nur Hauspfähle und -planken, Kanus, Totempfähle, Waffen und Werkzeuge, sondern auch Kopfbedeckungen und Kleidung entstanden. Zudem lieferte eine weißhaarige Hunderasse das Material für Decken, der Simon Fraser noch 1808 begegnete. Zugleich gab es noch die so genannten camp dogs, die, Kojoten ähnlich, die Dörfer und Lager bewachten.
Im Juli und August, wenn die Lachse flussaufwärts zogen, war wieder Fischfang die dringlichste Tätigkeit. Im Spätsommer ging es schließlich wieder in die Berge.
Grundlage dieser Wanderung war eine Art spiritueller Kalender, das System der dreizehn Monde. Es bildete den zeitlichen Rahmen, in dem ökonomische Handlungen wie Fang, Suche, Ernte mit zeremoniellen und Erziehungsaspekten verbunden wurden. Damit wurden jedem Mondmonat Wohnorte, Zeremonien, die richtigen Momente für den Unterricht zugeordnet.
Daher kommt es, dass die Stämme, um Streitigkeiten in Grenzen zu halten, ein traditionelles Gebiet beanspruchten, das ihnen das Überleben auf ihren jährlichen Rundwanderungen sicherte. Diese Gebiete sind also Dutzende kleiner Siedlungskammern für ein temporär nomadisches Leben. In schlechten Jahren konnte dabei der Fernhandel, der die Küsten als Wege für große Handelskanus nutzte, lebensrettend sein. In entgegengesetzter Richtung konnten so Camas, später Tomaten oder Kartoffeln in klimatisch ungeeignete Gegenden ausgeführt werden. Der Vorzug dieser Lebensweise bestand darin, dass es kaum jemals Ernteausfälle gab, und selbst wenn in ungünstigen Jahren die Ernte geringer ausfiel, so konnte man auf die See ausweichen. Um sich aber den Zugang zu solchen Gebieten zu sichern, griff das Prinzip der verwandtschaftlichen Linie, das heißt, nur entlang einer Verwandtschaftslinie durften bestimmte Gebiete oder Vorrichtungen, wie Reusen, genutzt werden. Folglich war die Zahl der Küsten-Salish ausgesprochen groß, wenn sich diese auch nicht genau bemessen lässt. Die Entdecker Meriwether Lewis und William Clark stellten 1805 fest, dass die Zahl der Bewohner nicht geringer sei als „in any part of the United States“ („in irgendeinem Teil der Vereinigten Staaten“).
Auch andere Früchte wurden angebaut und verwandelten die Landschaft, doch bis in jüngste Zeit wurde dies nicht als Produkt bäuerlicher Lebensweise erkannt. So brachten die Cowichan Wapato-Wurzeln auf die Gulf Islands, also Pfeilkraut. Auch am Columbia River bestanden große Felder mit Wapato. Die Wapatos, so Clark am 22. November 1805, schmecken wie irische Kartoffeln, und sie sind ein brauchbarer Ersatz für Brot. Die Kwagewlth unterhielten von steinernen Wällen geschützte Gärten mit Pacific Silverweed (Potentilla pacifica) und Kleefelder an der Mündung des Nimpkish River. Die Sto:lo brannten regelmäßig Gelände ab, um Beeren besser gedeihen zu lassen. Andere bearbeiteten Boden für den Anbau von Moosbeeren (auch als Cranberrys bekannt), Stachelbeeren, Rubus spectabilis, Rubus parviflorus (Thimbleberry), wilde Zwiebeln, Erdbeeren, Cow Parsnip (Heracleum maximum, auch als Indian Celery oder Pushki bekannt), Möhren, so genannte crab apples, Blaubeeren, Schwarze Johannisbeeren usw., wobei die Grenzen zwischen bäuerlicher Arbeitsweise, Gartenwirtschaft und bloßem Freihalten des Gebietes für bestimmte Pflanzen, etwa durch Feuer, oder aber Schutz eines geeigneten Gebiets durch Steinwälle fließend sind.
George Vancouver, der im Süden von Vancouver Island und am Puget Sound großflächige Camas-Felder gesehen hatte, berichtete dennoch: „Ich konnte gar nicht glauben, dass irgendein unkultiviertes Land jemals entdeckt worden ist, das so ein reiches Bild abgab.“ Zu diesem Eindruck dürfte beigetragen haben, dass die Bevölkerung recht dünn war, weil die Pocken kurz zuvor so viele Menschen das Leben gekostet hatten. Noch die McKenna-McBride-Kommission hing um 1913/16 dem Vorurteil an, dass nur unkultiviertes Land Indianerland sein könne, und weigerte sich an vielen Stellen Gartenland zu den Reservaten zu schlagen.

### Gesellschaften und Hierarchien
Um 1800 war die gesellschaftliche Hierarchie der Küsten-Salish deutlich ausgeprägter als im Hinterland. Dabei wurde sie wiederum von Süden nach Norden rigider. Neben der Führungsgruppe, die über die Ressourcen verfügte, gab es die einfachen Stammesmitglieder und Sklaven. Dem Konzept des Eigentums entging dabei nichts. So konnten nicht nur Gegenstände, Häuser und Menschen Eigentum sein, sondern auch Fangstellen für Lachs, wie generell Orte, Rituale und Zeremonien, Lieder und Geschichten, die durchaus nicht jeder kennen durfte. Krieg war daher vor allem ein Mittel der Reichtumsaneignung, z. B. in Form von Sklaven, die für die obere Klasse die Lebensgrundlagen schufen und erhielten. Dennoch lebten sie mit ihren Besitzern unter einem Dach. Außerdem konnten sie spirituelle Macht erwerben.
Dabei existierten mitunter große Siedlungen mit mehr als tausend Bewohnern. In den Häusern lebten meist mehrere Familien, die einen gemeinsamen, aber in sich unterteilten Haushalt führten. Diese Häuser wurden mit Symbolen ausgestattet, wie Totempfählen und bemalten Hauswänden. Ebenso berühmt sind die Masken der Küstenvölker. Häufig führten sich die Lineages auf einen gemeinsamen Vorfahren zurück, der wiederum in den rituellen Gegenständen erscheint. Die Gesellschaft war also nach dieser besonderen Art von Familien, nicht in erster Linie nach Stämmen organisiert. So bestimmten die Verwandtschaftsverhältnisse den familiär gebundenen Dialekt, aber auch die Frage, wer zusammenarbeitete, wer sich Ressourcen teilte. Diese Verwandtschaft reichte weit über die lokale Hausgruppe und das Dorf hinaus in andere Gemeinschaften. Das Dorf hingegen spielte eine Rolle bei bestimmten Arten von Zeremonien.
Während jedoch Tlingit, Haida und Tsimshian als matrilinear bezeichnet werden, herrschte bei den Wakashan und Salish die Zweilinienverwandtschaft über Vater und Mutter gleichermaßen vor. Die Erblichkeit konnte sich bei den Küsten-Salish nicht durchsetzen. Bei allen Salish war das Levirat (ein männliches Mitglied aus der Familie des verstorbenen Mannes heiratet dessen Witwe) und das Sororat (ein weibliches Mitglied heiratet den entsprechenden Witwer) zur Sicherung der Beziehungen zwischen durch Heirat verbundenen Gruppen verbreitet. Verwandtschaftsverhältnisse waren immer zweilinig und das Heiraten von Blutsverwandten unterlag Verboten. Diese weiträumigen Verwandtschaften waren überaus wichtig. Ortsgebundene Beziehungen bestanden daneben in der Familie, dem Haushalt, der lokalen Gruppe und dem Winterdorf. Die erweiterte Familie ist bis heute eine wichtige emotionale und ökonomische Basis. Familiensolidarität ist immer noch die Basis des politischen Lebens.
Die Häuptlinge der Stämme waren zumeist Männer, doch häufig waren Frauen die Häupter ihres Hauses. Führerschaft war abhängig von der Fähigkeit, spirituelle Macht zu erwerben und richtig zu üben, und von persönlichen Fähigkeiten. Eine formale, überpersonale Autorität gab es nicht. Damit im Zusammenhang steht das Konzept der Redistribution, der Wiederverteilung von Besitz vor allem durch das Potlatch im Sinne eines ostentativen und zugleich Reichtum ausgleichenden Verschenkens. Daher waren die bis 1934 (USA) bzw. 1951 (Kanada) gültigen staatlichen Verbote ein Angriff auf eine der tragenden Säulen der Indianerkulturen.

### Handel

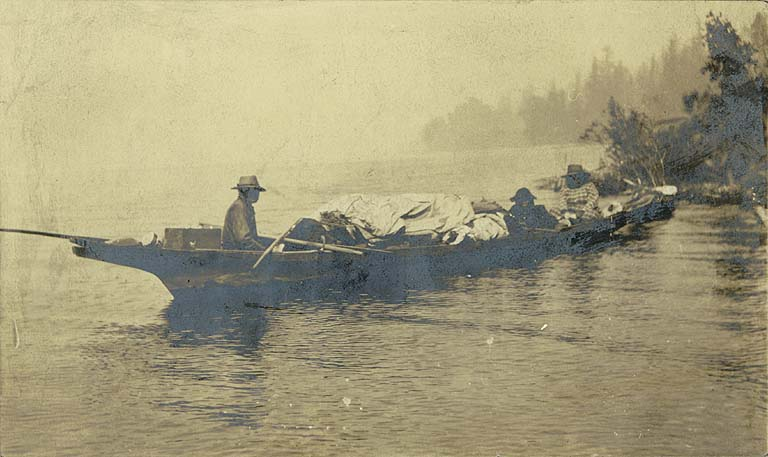
Kanufahrer auf dem Lake Union bei Seattle, um 1885. Dieser traditionelle Bootstyp wurde später von dem der Nuu-chah-nulth verdrängt.

Der Handel spielte eine mit dem europäischen Handel nicht durchweg vergleichbare Rolle. Die Fahrten dienten zwar dem Austausch von Waren, doch ebenso der Begründung und Befestigung von Verwandtschaftsverhältnissen, auf die man, selbst nach längerem Ruhen der Beziehung, wieder zurückgreifen konnte. So hatten die Küsten-Salish praktisch überall im riesigen Wohngebiet Aufenthaltsmöglichkeiten, was wiederum den Handel erleichterte. Dieses Wissen war jedoch „privat“ und gehörte nur jeweils einer Familie. Die untere Schicht war regional viel eingeschränkter und besaß kein solches Wissen.
Mit Camas-Zwiebeln, die 4–8 cm Durchmesser hatten und über 100 g schwer werden konnten, wurde ein intensiver Handel betrieben, insbesondere mit den Nuu-chah-nulth, denn der überwiegende Teil der begehrten Früchte wuchs im weniger feuchten und wärmeren Süden von Vancouver Island. Noch bevor weiße Siedler sich dort niederließen, bauten Indianer Tomaten und Kartoffeln an, die sie wohl von den ersten Forts der Hudson’s Bay Company bezogen hatten. Auch Bohnen wurden gelegentlich angepflanzt, sie waren aber anscheinend kein Handelsgut.

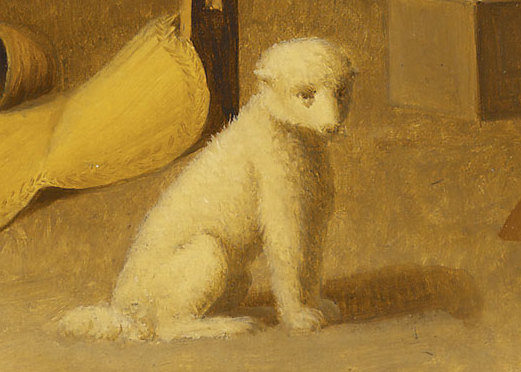
Wollhund der Salish, Gemälde von Paul Kane (Detail)

Wichtige Handelsgüter waren außerdem Otter- und Biberpelze, Tran und Fett (vor allem das butterartige Fett des Kerzenfischs), aber auch Bauholz für die Plankenhäuser und für die Forts der Pelzhandelskompanien. Dazu kamen Decken, die z. T. aus den Haaren von Ziegen, um die Juan-de-Fuca-Straße auch häufig von den eigens gehaltenen Hunden gewonnen wurden. Hunde wurden wohl wie Schafherden gehalten und lieferten weiße und dunkle Fasern für Decken, Matten, Körbe und Kleidung, die weiträumig getauscht wurden. Mit dem Abreißen zahlreicher Handelskontakte wurden Decken zu einem wichtigen Gut, mit dem bald die Hudson’s Bay Company handelte. Auch wurden sie bei der Einrichtung von Reservaten als Tauschmittel gegen das aufgegebene Land angeboten.
Die durch die ersten Pelzhändler und den stetigen Waffenzufluss verstärkten Raub- und Plünderungszüge der nördlich der Salish lebenden Stämme, vor allem der Haida, Kwakwaka'wakw und Tlingit, dürften dem Handel in manchen Jahren erheblichen Schaden zugefügt haben. Zu welchen wirtschaftlichen Veränderungen die geraubten Menschen bei den nördlichen Stämmen geführt haben, scheint noch kaum erforscht zu sein.

## Europäer und Amerikaner

### Erste Kontakte und Massensterben
Die ersten Kontakte mit Europäern erfolgten bei den südlichsten Salish-Stämmen. Hier erschienen 1775 zwei spanische Schiffe, von denen mindestens eines, die Santiago unter der Führung Bruno de Hezetas, wohl die Pocken bei den Quinault einschleppte. Diese katastrophale Pockenepidemie hat, so schätzt man, mindestens ein Drittel der Indianer der Pazifikküste das Leben gekostet, bei den Salish in den heutigen USA waren die Verluste wohl noch wesentlich höher, so hoch, dass sie sich gegen die Überfälle der zunächst weniger betroffenen Völker aus dem Norden kaum noch wehren konnten. Immer wieder flackerte die Krankheit auf, so 1790, als der Besuch eines Schiffs unter Führung des Spaniers Manuel Quimper bei der Beecher Bay First Nation die Krankheit übertrug, allein bei den Lower Elwha Klallam fanden sich bei Tse-whit-zen im Jahr 2005 mindestens 335 Skelette. Bei der Ausbreitung spielte der Überlandhandel bald eine genauso große Rolle wie bei der Übertragung durch die Besatzungen der Pelzhändlerschiffe. So trat bei den im Hinterland lebenden Binnen-Salish der Flathead, Spokane und der Coeur d’Alene 1807 bis 1808 eine „große Krankheit“ auf, doch erst für die Epidemie von 1853 lässt sich mit Gewissheit sagen, dass es sich um Pocken handelte.

### Handel
Ein Pelzhändler namens Charles Barkley erreichte die Juan-de-Fuca-Straße wohl 1787. Die Spanier Dionisio Alcalá Galiano und Cayetano Valdés y Flores sowie der Brite George Vancouver kamen 1792. Die Lewis-und-Clark-Expedition erforschte im Auftrag der US-Regierung den amerikanischen Westen und erreichte den unteren Columbia und den Pazifik 1805; Simon Fraser, Pelzhändler der North West Company, fuhr 1808 den später nach ihm benannten Fraser River hinab und erreichte ebenfalls den Pazifik bzw. die Juan-de-Fuca-Straße. 1811 setzten sich am Columbia die ersten Pelzhändler fest, dazu kamen Forts, wie Fort Shuswap (1812–1813). Die Hudson’s Bay Company folgte in den 1820er Jahren und ließ 1827 Fort Langley errichten. Zu dieser Zeit zogen die nördlichen Stämme auf ausgedehnten Raubzügen bis weit in den Süden vor und überfielen beispielsweise 1823 die Nanoose im Süden von Vancouver Island. 1839 lebten von ihnen nur noch 159. Dagegen schloss sich jedoch die größte im Westkanada gegründete Indianerkoalition zusammen, die fast alle Küsten-Salish auf Vancouver Island umfasste. Sie konnte den Verbänden der Lekwiltok und der Comox 1840 in der Schlacht in der Maple Bay bei Duncan eine schwere Niederlage beibringen. Die Koalition hatte wohl auch vor, das 1843 gegründete Victoria zu erobern, doch ließ sie sich auf Verhandlungen ein. Der kurzlebige Verband unter Führung des Häuptlings Tzouhalem zerfiel. Das ist wohl darauf zurückzuführen, dass weiter nördlich lebende Gruppen, wie die Haida, zwischen 1853 und 1862 ihre Kriegsfahrten verstärkten.

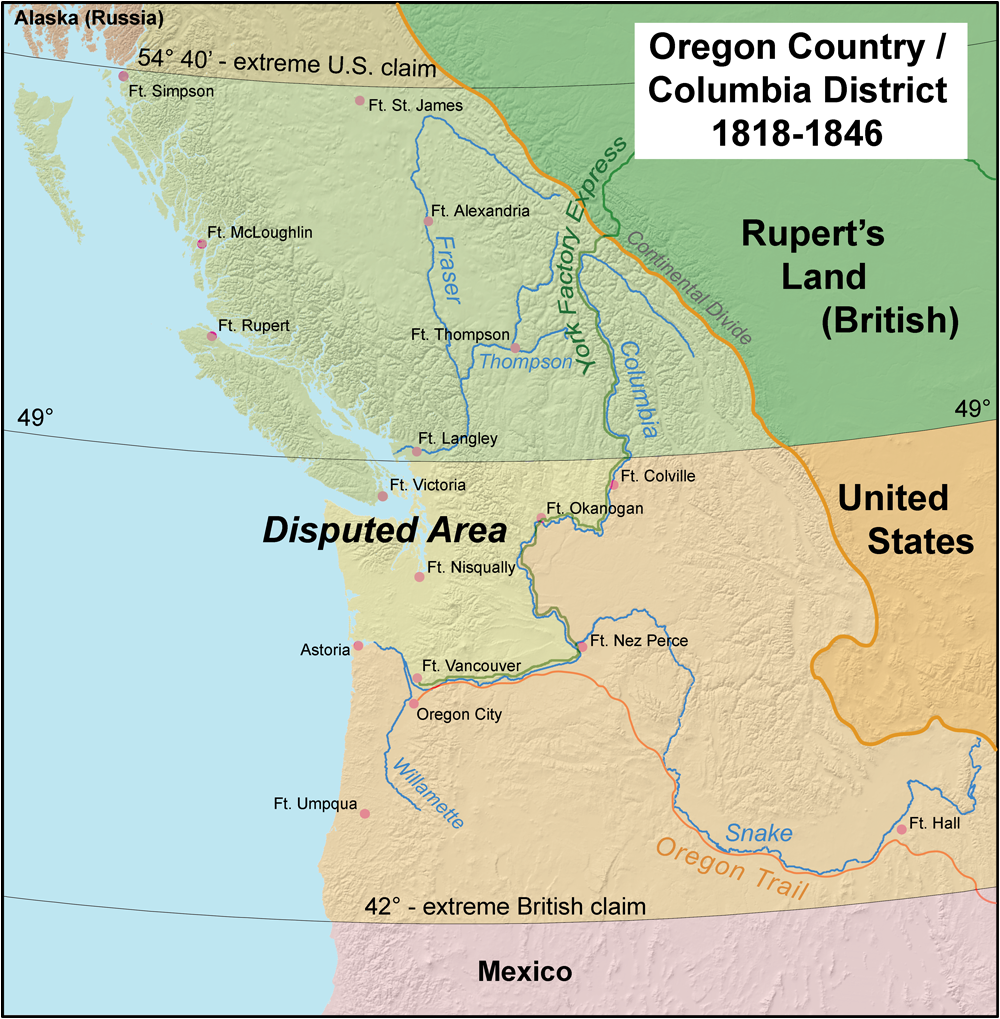
Bis 1846 umstrittene Gebiete um den 49. Breitengrad

Wie meistens, so halfen die örtlichen Indianer – im Fall von Fort Langley die Kwantlem, beim Aufbau von Fort Victoria die Songhees. Manche der höher gestellten Frauen heirateten Angestellte der Companys. Mit James Douglas, dem ersten Gouverneur der Kolonie Vancouver Island, änderte sich diese Politik ab etwa 1850. Die Herrschaft sollte nun von den Briten ausgeübt werden, die mit 14 Stämmen Verträge abschlossen (Douglas-Verträge).

### Grenzziehung, Teilung von Stammesgebieten
Der Teilungsvertrag zwischen der britischen Kolonie und den USA von 1846, der den Kontinent entlang dem 49. Breitengrad teilte, zerteilte auch einige der Stämme. Die Zahl dieser indianischen Einwohner des riesigen Gebietes hatte man in London noch im April 1845 auf 140.000 geschätzt. Die Stämme nördlich dieser Linie waren nun mit einer völlig anderen Indianerpolitik konfrontiert als die südlich davon. Großbritannien zog alles Land als Crown Land an sich und richtete später Reservate ein. Die Stämme wurden entsprechend ihren Dörfern und einem überaus stark schwankenden Schlüssel, der Familien und Flächenbedarf in Beziehung setzte (10 bis 600 ha pro Familie), auf Reservate verteilt, die das Land extrem zerstückelten – bis heute gibt es in British Columbia über 1.700 Reservate (reserves). Die USA hingegen richteten wenige großflächige Reservations ein, schickten mehrere Stämme in ein Reservat oder vergaßen gelegentlich auch, den Indianern Reservate zuzuweisen. Darüber hinaus lagen die Reservate oftmals gar nicht im traditionellen Stammesgebiet, Stämme wurden willkürlich anerkannt – oder auch nicht –, und gerade im Washington-Territorium wurden die Indianer häufig um ihre Rechte gebracht. Dabei kam es zu offenen Kriegen, gleichzeitig ignorierte die regionale Regierung Anweisungen aus der Hauptstadt, die indianischen Rechte stärker zu schützen. Folgerichtig lebten auch Jahrzehnte nach dem Vertrag von Point Elliott (1855) zahlreiche Indianer außerhalb der Reservate. Ähnliches galt für andere Verträge dieser Zeit.

### Massenzuwanderung
Doch noch war die Zahl der Siedler in der Region äußerst gering, wenn auch Kalifornien von Goldsuchern überschwemmt wurde. Dazu kamen erste Siedler in Washington und Oregon. 1850 erfasste eine Volkszählung 1.049 weiße Bewohner auf dem Gebiet des heutigen Washington, 1860 waren es bereits 11.594. Mit dem Goldrausch am Fraser von 1858 stieg die Bevölkerungszahl weiter nordwärts ebenfalls sprunghaft an. Tausende von meist bewaffneten Goldsuchern – vor allem aus Kalifornien – durchkämmten die Region und verdrängten oder töteten eine unbekannte Zahl von Indianern. Dabei wurden die „Altsiedler“ schnell zur Minderheit. Das wiederum zwang die britische Kolonialregierung, für ein Gegengewicht zu sorgen. So förderte man dringend die Zuwanderung aus Großbritannien, wodurch insbesondere die Stó:lō bzw. Tait noch mehr zusammengedrängt, andere in winzige, abseits gelegene Reservate abgeschoben wurden.
Douglas war bereits vor geraumer Zeit in Richtung Reservatspolitik geschwenkt, schon die ersten Verträge mit den Stämmen um Victoria oder Nanaimo machten dies klar. So befahl er 1861 dem Chief Commissioner of Lands and Works Maßnahmen zu ergreifen, Reservatsabgrenzungen vorzunehmen. Die Ausdehnung der Indian Reserves sollte jedoch von den „natives“ selbst dargelegt werden. Diese vergleichsweise milde Indianerpolitik endete 1864 mit Joseph Trutch als Chief Commissioner of Lands and Works.
Eine solche milde Indianerpolitik hatte es in den USA bestenfalls bis 1846 bzw. 1855 gegeben, das heißt, in dem Moment, als die Hudson’s Bay Company, die von der Handelstätigkeit der Indianer profitierte, das Feld 1846 räumen musste, kamen neue Interessen ins Machtspiel. Das Oregon-Territorium bzw. ab 1853 das Washington-Territorium war zunächst von geringer Bedeutung. Doch schon die ersten Siedler ab etwa 1850 gerieten durch ihre Landforderungen und durch rücksichtslosen Umgang in Streit mit den Indigenen. Diese hatten es bisher hauptsächlich mit Händlern zu tun gehabt, von denen manche sogar in ihre Familien eingeheiratet hatten. Dieses System wurde schnell zerstört. Grundlage der Landforderungen der Siedler war der Oregon Donation Land Act von 1850, ein Gesetz, das es praktisch jedem Siedler gestattete, sich Land von bis zu 320 Acre pro Kopf anzueignen. Während der fünf Jahre seiner Gültigkeit gingen durch dieses Gesetz rund 8.000 Claims mit einer Gesamtfläche von 3 Millionen Acre an weiße Siedler. Die Indianer wurden umstandslos enteignet.
1855 kam es zu mehreren Verträgen, doch die Bedingungen waren so schlecht, dass sich etwa die Yakima und die Puyallup dagegen erhoben. Doch massenhafter Truppeneinsatz unterdrückte die Aufstände (1855–1858), was bei den Chinook bis nahe an die Ausrottung ging. Das Reservat der Cowlitz wurde einfach verkauft (vgl. Vertrag von Point Elliott). Zudem wurden ganz gegen die Gewohnheit der lokalen Gruppen „Stämme“ gebildet, die es vorher gar nicht gab. Wie Gouverneur Stevens es ausdrückte: „Wenn man sie in großen Bands zusammenfasst liegt es immer in der Macht der Regierung den Einfluss der Häuptlinge zu sichern, und durch sie die Leute zu handhaben (managen).“ Im Übrigen war er, wie seine Zeitgenossen, der Ansicht, man solle die Indianer in Reservaten ansiedeln, ihnen den Fischfang lassen und sie durch ortsansässige Weiße zu Bauern machen.

### Epidemien und Mission
Schlimmer jedoch waren von Anfang an die Epidemien, wie die Pockenepidemie von 1775, die unter den Salish wüteten. Vielleicht 1801, sicher aber 1824 und 1848 folgten Masern und erneut 1837 und 1853 die Pocken, 1862 erneut die Pocken. Dazu kamen die den Indianern unbekannten, und daher umso tödlicheren Krankheiten wie Grippe, Geschlechtskrankheiten und Tuberkulose. Schutzmaßnahmen durch manche Missionare und Ärzte wie 1853 und 1862 halfen nur punktuell. So überlebten zahlreiche Salish um Victoria und im Puget Sound, jedoch war diesmal der Norden dem Desaster hilflos ausgesetzt. Dennoch profitierten die Missionsstationen auch von diesen Katastrophen, denn die Verluste an kulturellem Wissen durch das Sterben der Schamanen und Medizinmänner, der Älteren und Heiler, dazu der Glaube an die zu schwache Macht der eigenen Kräfte, veranlassten viele Salish zum Übertritt zum Christentum.
Der erste Missionar war Modeste Demers, ein katholischer Missionar, der Fort Langley 1841 erreichte. Mit St. Mary’s entstand 1861 eine Oblatenmission am Fraser. Bischof Paul Durieu gelang es sogar, geradezu einen Gottesstaat bei den Sechelt durchzusetzen, deren Zahl allerdings von rund 5.000 auf 200 eingebrochen war. 1859 kamen die Methodisten in Hope hinzu.
Aber auch die südlichen Salish-Stämme in Washington wurden durch Epidemien dezimiert, mancher Stamm verschwand für immer, wie die Snokomish. Katholiken und Methodisten missionierten bereits um 1840 bzw. 1850, doch zunächst mit geringem Erfolg. Erst nach den „Indianerkriegen“ gelangen Missionserfolge.
Die Konkurrenz der Konfessionen führte bei den Salish zu neuen Binnengrenzen. Die jeweiligen Gemeindeführer wachten nicht nur über den Lebenswandel ihrer Zöglinge – wozu sie das Watchman-System der Indianer umdeuteten und zu einem Kontroll- und Strafinstrument machten –, sondern sahen es ungern, wenn es zu gemischtkonfessionellen Ehen kam. Damit wurde das auf Verwandtschaft basierende Kommunikationssystem der Küsten-Salish weiter geschwächt, denn die Konfessionen und damit die Stämme blieben stärker unter sich.

### Reservatspolitik und das System Trutch
Die Indianerpolitik British Columbias ist stets rücksichtsloser gewesen als die der Regierung in Ottawa. Das hängt partiell mit der Zuwanderung von Goldgräbern aus Kalifornien zusammen, die mit ihrem völlig fehlenden Unrechtsbewusstsein selbst freundlich gesinnte Stämme in die Rebellion trieben, wie im Fraser-Canyon-Krieg – immerhin endete er seitens der Indianer fast unblutig. Hatte Ottawa noch 160 Acre Land pro Familie für angemessen gehalten, so wollte die Provinzregierung nur 25 zugestehen. 1875 wurde eine Indian Reserve Commission eingesetzt, um die Landfrage zu regeln. Grundsatz war, mit jeder einzelnen „Nation“ eine Abmachung zu treffen. Das aber bedeutete, dass jedes Individuum, unabhängig von seiner Verwandtschaft, einem „Stamm“ zugewiesen wurde, dem wiederum als Ganzes ein Gebiet, meist kein geschlossenes, sondern eine Sammlung bestimmter Punkte, angewiesen wurde.
Die so entstandenen Reservate sollten treuhänderisch verwaltet und entsprechend der Bevölkerungsentwicklung verkleinert oder vergrößert werden. 1877 wurde Gilbert Malcolm Sproat einziger Indian Reserve Commissioner, doch wurde er 1880 gestürzt, weil er zu viel Land zugestanden hatte. Peter O’Reilly folgte ihm bis 1898. Die Bundesregierung geriet immer wieder in Streit mit der Provinzpolitik und 1908 begann die Auflösung der Kommission. 1911 sollte der Vorgang an den Obersten Gerichtshof gehen, doch die Provinz verweigerte die Zusammenarbeit. Am 24. September 1912 wurde die McKenna-McBride-Kommission eingesetzt. Von 1913 bis 1916 suchte die Kommission die Reservate auf. Am Ende empfahl sie 54 Reservatsverkleinerungen im Gesamtumfang von 47.000 Acre, nach Protesten reduzierte man auf 35 betroffene Reservate bzw. 36.000 Acre. Die verbleibenden 733.891 Acre wurden in über 1.700 Parzellen aufgeteilt.

### Widerstand im Rahmen der Verfassung
Die Salish waren die Ersten, die versucht haben, sich extensiver auf dem anfangs ungewohnten politischen Parkett zu bewegen, und zwar innerhalb des dreistufigen Regierungssystems. 1906 reiste eine Delegation zu König Edward VII. nach Großbritannien, um sich für ihre Landforderungen einzusetzen. Häuptlinge der Lillooet trafen sich mit Premierminister Wilfrid Laurier 1912, doch der verlor die nächste Wahl. 1913 folgte die Nishga Petition in London, doch von dort aus konnte man nicht eingreifen, weil die in Kanada ansässigen unteren Instanzen sich zunächst hätten damit befassen müssen.
Nachdem man das Scheitern eingesehen hatte, verfolgten die meisten Stämme eine Politik der Verbindung untereinander. So gründeten die Stämme des Hinterlandes 1909 die Interior Tribes of BC und die der Küste die Indian Rights Association. Aus diesen Organisationen gingen 1916 die Allied Tribes of British Columbia hervor, die als Gegenorganisation gegen die McKenna-McBride-Kommission entstand. Ostentativ feierte man wieder das Potlatch, doch kam es zu Verhaftungen, auch von Häuptlingen ab 1920. 1923 legten zwei ihrer Führer, Peter Kelly und Andrew Paull, der Regierung Forderungen vor, die sich erstmals um Entschädigung (2,5 Millionen CAD) drehten, dann um Vergrößerung des Anspruchs auf 160 Acre bei der Reservatsgröße, außerdem bestimmte Jagd- und Fischrechte. Dazu kamen Bildungs- und Gesundheitshilfen. Die Regierung konterte mit dem Great Settlement von 1927, das alle Landansprüche abwies. Außerdem wurde den Indianern explizit das Engagement von Anwälten untersagt, um ihre Rechte wahrzunehmen. Dies war wiederum darauf zurückzuführen, dass der oberste zuständige Gerichtshof in London, das Judicial Committee of the Privy Council, die vor-europäischen Rechte so lange als fortbestehend anerkannte, bis das Gegenteil festgesetzt sei. Die Regierung verschob die Frage ab 1925, indem sie sich viel Zeit bis zu einer Parlamentsbefragung ließ, die 1927 stattfinden sollte. Dabei beschloss das Parlament das besagte Verbot, Anwälte zu engagieren. Kaum ein Jahr später zerfielen die Allied Tribes.
1931 gründeten die Stämme die Native Brotherhood of British Columbia, die das Monatsblatt Native Voice herausgab. Dazu kam die Mitarbeit bei der Indian Homemakers’ Association und der Confederation of British Columbia Indians. 1947 erhielten die Indianer, gewissermaßen als Abfallprodukt einer weltweiten Entwicklung zugunsten des Wahlrechts für Minderheiten, das Wahlrecht auf Provinzebene. 1951 konnte man durchsetzen, dass kulturelle Praktiken, wie das Potlatch, von allen Verboten befreit wurden. Die Kinder durften nun in öffentliche Schulen gehen, juristischer Beistand konnte eingeholt werden, dazu wurde die Strafbarkeit von Alkoholkonsum und -besitz aufgehoben.
Da die kanadische Regierung die Möglichkeit, an das Judicial Committee in London zu appellieren, beschnitt, kamen ab 1949 nur noch kanadische Gerichte in Frage. Doch Anfang der 50er Jahre begann Frank Calder von den Nisga’a eine neue Offensive mit Blick auf die Landansprüche. Auch andere Gruppen, wie die Nuu-chah-nulth, begannen sich zu organisieren (1958).
1960 erhielten die Indianer das Wahlrecht auf Bundesebene, doch 1965 versuchte der Gerichtshof in Victoria durchzusetzen, dass im noch unentdeckten British Columbia das Recht von 1763 keinen Gültigkeitsanspruch habe. Dies lehnte der Oberste Gerichtshof jedoch ab. 1969 lehnte der oberste Richter von British Columbia, Davey, die Landrechte der Nisga’a dennoch ab, 1973 erklärte der Oberste Gerichtshof, die Nisga’a seien im Besitz der Rechte gewesen. Während nun mehrere Provinzen und die Bundesregierung die Landrechte grundsätzlich anerkannten, weigerte sich die Provinz immer noch. Die regierende Social Credit Party brachte aber nun ein neues Argument, dass nämlich beim Beitritt zur Konföderation nichts für die Abtretung dieser Rechte bezahlt worden sei.
Mitte der 80er Jahre erkannten 75 % der Teilnehmer bei einer Abstimmung des Vancouver Sun die Rechte der Indianer an. 1988 entstand der BC First Nations Congress, dem Bill Wilson vorstand. Er führte ab 1989 unverbindliche Gespräche mit Rohstoffunternehmen, zu denen sich auch bald die Regierung bereitfand. Unruhen in anderen Provinzen führen auch in British Columbia zu Blockaden, vor allem bei den St'at'imc. 1992 erkannte die Provinzregierung sowohl die Landrechte als auch das Recht auf Selbstregierung (self government) an. 1993 erkannte der Oberste Gerichtshof der Provinz sogar Rechtsansprüche, wenn auch eingeschränkt, auf Nicht-Reservatsgebiet an. Seitdem laufen Vertragsverhandlungen für jede einzelne Verhandlungsgruppe. Von den Salish haben bisher nur die Tsawwassen einen Vertrag angenommen, ein weiterer muss noch ratifiziert werden, doch der einzige, der das gesamte Verfahren durchlaufen hat, ist der der Nisga’a.

### Wirtschaftliche Veränderungen
Durch den frühen Pelzhandel kamen Prestige, Waffen und politische Macht in weniger Hände als zuvor. Dabei waren diejenigen Stämme zunächst im Vorteil, die als erste vom Pelztausch profitierten. Doch gelangten dadurch auch Weiße in ihr Gebiet und die Gefahr, von Epidemien getroffen zu werden, wuchs rapide.
Die Küsten-Salish am unteren Fraser River (und am Puget Sound) waren als Erste betroffen. Die entstehenden Farmen machten den Indianerfrauen darüber hinaus das Sammeln und Graben unmöglich. Dann zerstörte der zunehmend industrielle Fischfang, dem die kanadische Regierung mit Restriktionen gegen die Indianer beisprang, den Fischhandel der Salish. Bauten, wie die Eisenbahnbrücke über den Fraser, zerstörten sogar die für den Fisch notwendigen Fischtreppen und beendeten damit manchen der massenhaften fish runs. Dazu kamen Staumauern. Seen, wie der Lake Sumas, wurden in den 1920er Jahren zur Gewinnung von Ackerland einfach trockengelegt.
Die Indianer verdingten sich zunehmend als Holzfäller, Sägemühlengehilfen, für eine gewisse Zeit sogar als Minenarbeiter in den Kohlebergwerken und als Seeleute. Andere arbeiteten in der Fischindustrie, die Männer meistens als Fischer, die Frauen beim Ausnehmen und Verpacken. Doch Chinesen verdrängten sie zunächst beim Eisenbahnbau, dann Japaner und Europäer in der Fischerei. Die Gesetzgebung verhinderte einen kommerziellen Fischfang bei den Indianern. Sie waren zunehmend auf Tagelöhnerei, auf ungelernte Arbeit und Saisonbeschäftigung angewiesen.

#### Industrialisierung durch und mit den Salish
Bis dahin versorgten Indianer, bis 1862 sogar dominierend, die wachsende Stadt Victoria mit Baumaterial, Arbeitskraft und Lebensmitteln. 1859 kampierten über 2.800 Indianer nahe der Stadt, davon vielleicht 600 Songhees, 405 Haida, 574 Tsimshian, dazu 223 Stikine River Tlingit, 111 Duncan Cowichan, 126 Heiltsuk, 62 Pacheedaht und 44 Kwakwaka'wakw. Sie hatten die Neulinge in ihr weitläufiges Handelssystem integriert. Dabei waren sie so erfolgreich, dass selbst die langwierigen Kriege weitgehend unterblieben. Die zu den Nuu-chah-nulth gehörenden Makah im Nordwesten Washingtons gründeten 1880 die Neah Bay Fur Sealing Company und charterten das Schiff Lottie in Port Townsend. Die Lottie wurde schließlich von Häuptling James Claplanhoo gekauft, weitere drei Schoner wurden dazu erworben, schließlich die Discovery in Victoria. 1886 kaufte Häuptling Peter Brown den Schoner Champion.
Als umfangreiche Kohlevorkommen entdeckt wurden, so war das dem „Nanaimo Coal Tyee“ zu verdanken, der die Hudson’s Bay Company fragte, ob sie Wert auf den schwarzen Berg lege, der brennt. Er selbst hatte von dort schon Kohle nach Victoria verschifft. 1852 zeigte sich Joseph MacKay, leitender Offizier in Fort Nanaimo, zufrieden mit der Arbeit der Indianer in den Gruben. Von den ersten 1400 Barrels, die zutage kamen, stammte die Hälfte von ihnen. Auch wurden viele von ihnen Mitglieder in den Gewerkschaften. 1890 wurde Thomas Salmon, Bewohner von Nanaimo, als Repräsentant der Miners and Mine Labourers Protective Association nach Ottawa gesandt. Während des Kohlestreiks in Nanaimo von 1912 bis 1914 weigerten sich Indianer, als Streikbrecher zu arbeiten, und landeten damit auf Schwarzen Listen.
Doch die meisten Indianer arbeiteten in der Fischindustrie. Während um 1900 noch 1.500 bis 2.000 als Fischer und Ruderer arbeiteten, waren es 1929 bereits 3.632. Auch hier nahmen sie bereits 1893 am ersten Fischerstreik teil. Ebenso waren sie an Gewerkschaftsgründungen beteiligt, wie etwa 1912 die Squamish bei der Gründung der International Longshoremen’s Association. Auch nahmen sie an den Dockstreiks in Vancouver von 1923 und 1935 teil.
Seit den sechziger Jahren wurden zahlreiche Stellen durch staatliche Mittel bei der Selbstverwaltung geschaffen. Diese Stellen hatten häufig Frauen inne. Inzwischen versuchen sich viele Stämme ökonomisch wieder unabhängiger zu machen, indem sie ihr Gebiet touristisch nutzen, nachdem ein großer Teil der natürlichen Ressourcen aufgebraucht oder zerstört worden ist. Seit 1993 dürfen sie auch begrenzten Lachsfang am Fraser betreiben, der kommerziellen Zwecken dient. Jedoch gehen die Lachsbestände massiv zurück, was partiell auf die Fischzuchten zurückzuführen ist, partiell auf klimatische Veränderungen.

#### Glücksspiele und Entertainment, Tourismus und Kultur (USA)

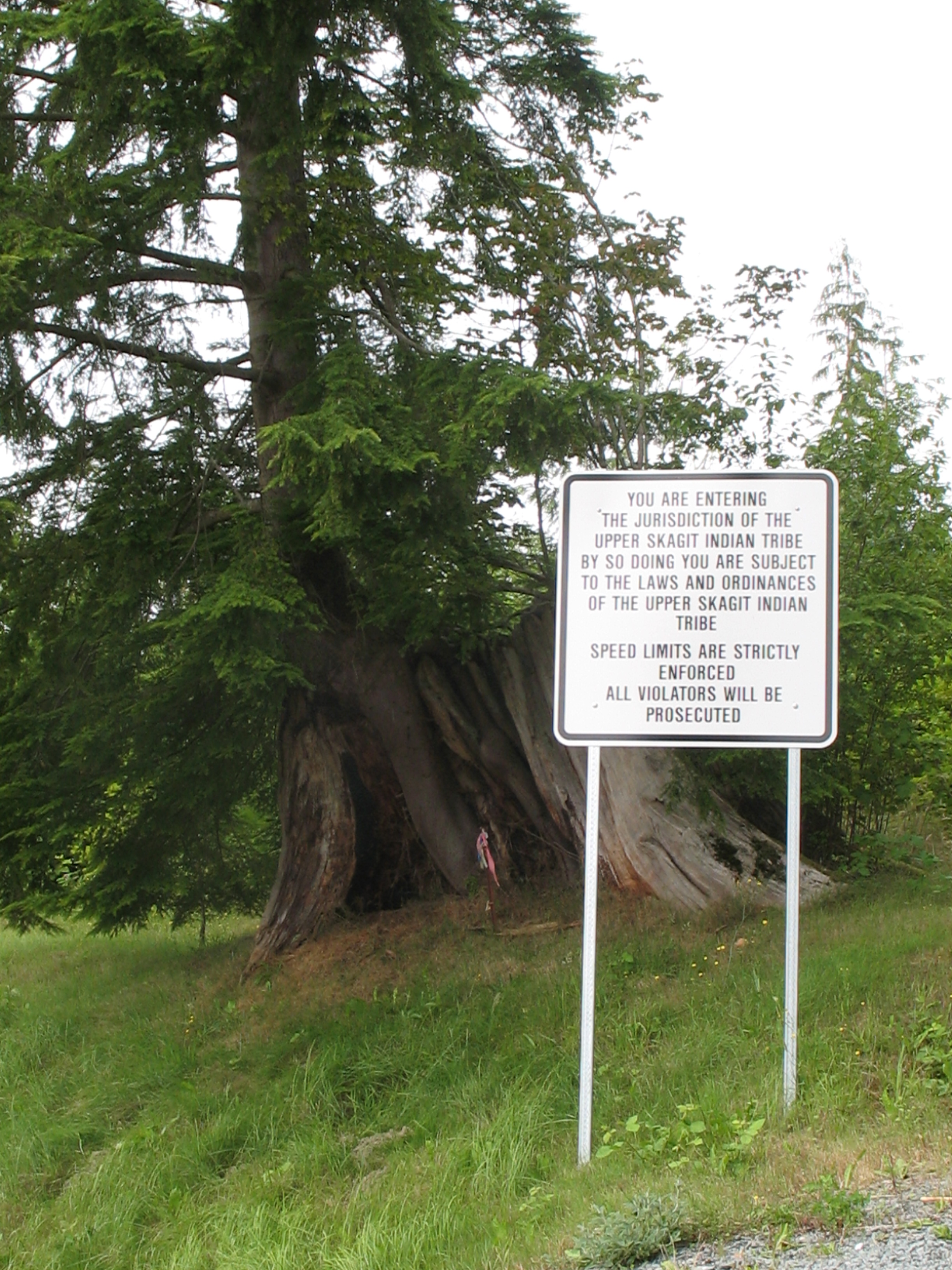
Schild an der Straße zum Reservat der Upper Skagit mit Hinweis auf ihre Hoheitsrechte: „Sie betreten das Rechtsgebiet des Upper Skagit Indian Tribe - Indem Sie dies tun unterliegen Sie den Gesetzen und Anordnungen des Stammes der Upper Skagit …“

Eine andere ökonomische Entwicklung nahmen die Küsten-Salish in den USA. Hier gingen zunächst starke Impulse zur Selbstorganisation von der kalifornischen Mission Indian Federation (1919–1965) aus, die 1972 von der Southern California Tribal Chairmen's Association abgelöst wurde. Im Nordwesten verbanden sich die Stämme zur Northwest Federation of Indians, von denen sich zahlreiche Vertreter auf die vorhandenen Verträge beriefen.

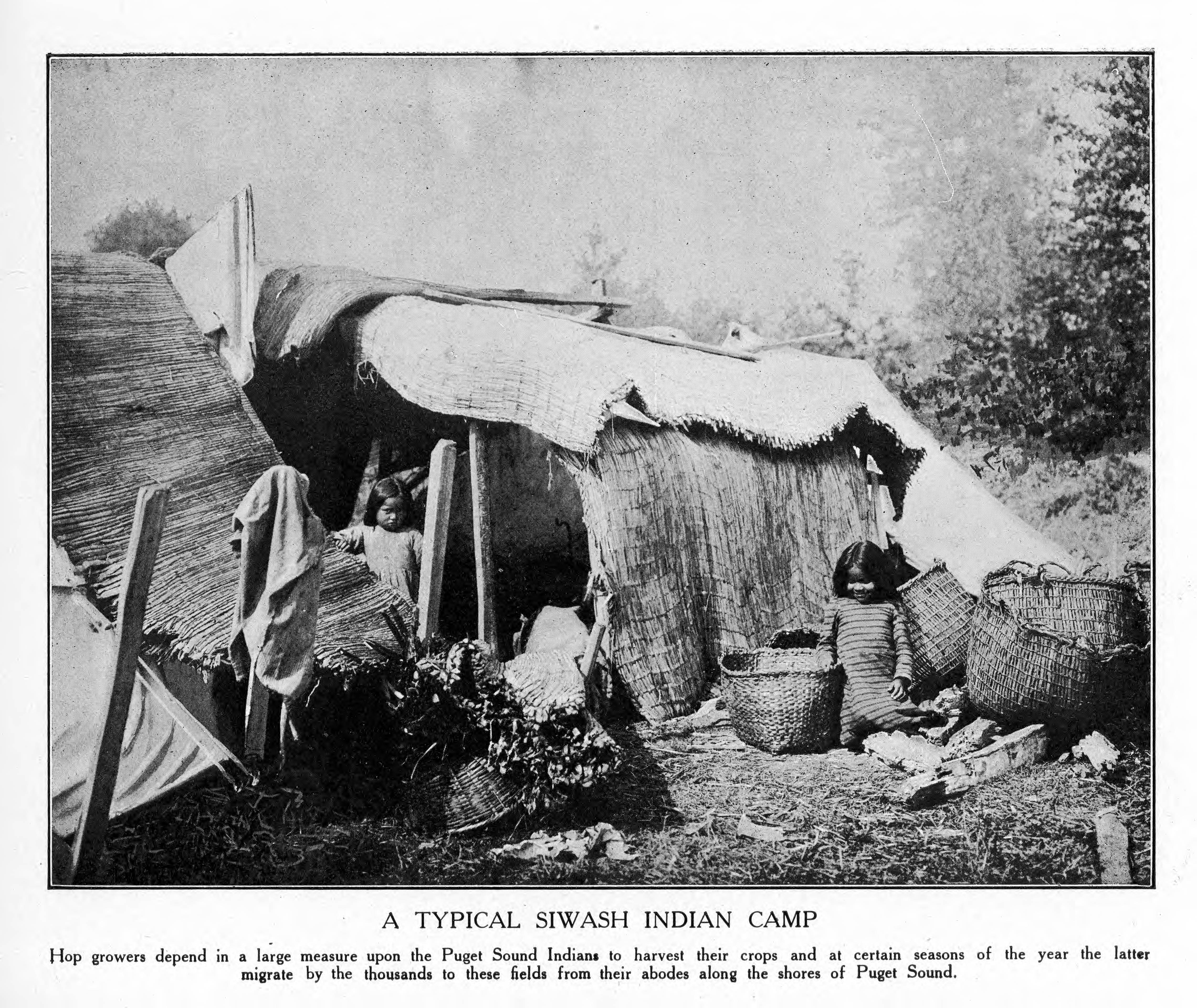
Familienzelt bei der Hopfenernte in Washington, um 1900

In der Landwirtschaft des Bundesstaats boten sich Saisonbeschäftigungen, insbesondere während der Erntezeit. So bot der wichtige Hopfenanbau für die Bierproduktion zahlreiche Beschäftigungsmöglichkeiten im Sommer. Vielfach zogen die Familien von einem Ernteeinsatz zum nächsten.
1934 gaben die USA ihre Politik der Schwächung der Stammesverbände und ihrer Auflösung in einzelne Individuen auf. Ein deutlicher Durchbruch war das Gerichtsverfahren Kalifornien vs. Cabazon Band of Mission Indians von 1987, das die Souveränität der Indianer stärkte und dem Staat Einmischungen in das wichtige Casino-Geschäft verbot (vgl. Cahuilla). Diese Glücksspielstätten haben sich inzwischen zu ertragreichen Unterhaltungsstätten entwickelt, die ihren ursprünglichen Schwerpunkt zugunsten eines umfassenden touristischen und Unterhaltungsangebots verlagert haben. Auch mehrere Küsten-Salish-Stämme unterhalten solche Casinos, wie etwa die Muckleshoot oder die Skokomish, die Tulalip, der Shoalwater-Bay-Stamm, die Upper Skagit und ab 2009 auch die Snoqualmie.
Einige Stämme weisen zugleich ein enormes Wachstum auf. So stieg die Zahl der Puyallup am südlichen Puget Sound, der um 1850 nur noch aus 50 Überlebenden schwerer Epidemien bestand, zunächst langsam wieder an. Die Gewinnung von Landrechten, Souveränität und ökonomischer Selbstständigkeit zog nicht nur neue Bewohner in das Reservat und seine Umgebung, sondern es bekannten sich immer mehr Menschen zu ihrer indianischen Herkunft. Heute weist der Stamm wieder mehr als 3.800 Mitglieder auf.

### Wiederbelebung der Spiritualität

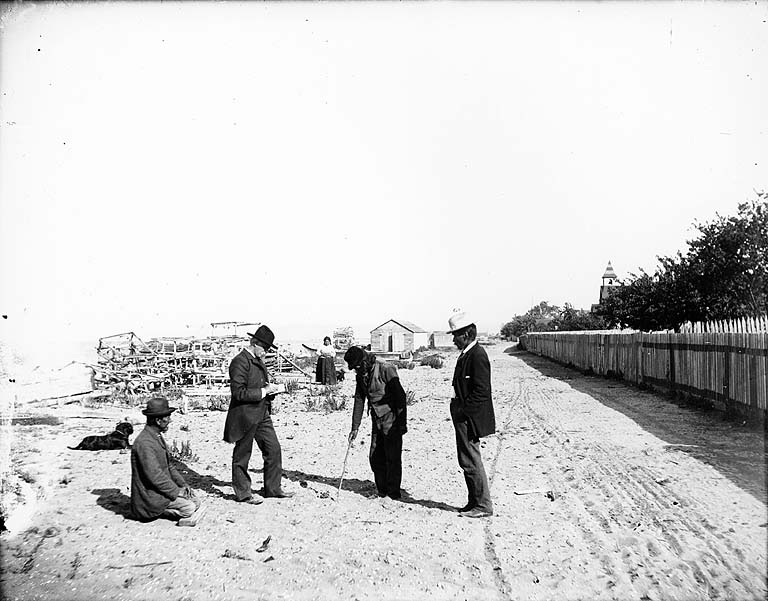
Klallam-Männer in Sonntagskleidung am Strand, im Hintergrund eine Shaker-Kirche

Die Indian Shaker Church, die christliche und indigene spirituelle Konzepte verbindet, basiert auf den persönlichen Todes- und Wiedergeburtserfahrungen eines Küsten-Salish aus dem Puget Sound namens John Slocum. Von dort breitete sich die 1882 ins Leben gerufene Lehre nach British Columbia aus.
Der winterliche Spirit Dance wurde seit den 1950er Jahren neu entdeckt und erreichte in den 1990er Jahren einen ersten Höhepunkt. Schon vor der Aufhebung des Potlatch-Verbots gab es eine entsprechende Bewegung, aber als das Verbot 1951 aufgehoben wurde, durfte man wieder an die Öffentlichkeit gehen. Zehn Jahre später gab es immer noch erst rund 100 Tänzer, doch in den 1990er Jahren versammelten sich oftmals 500 und mehr Tänzer. Ein Song- und Spirit-Helfer führt in das nötige Wissen ein, Rituale wie Baden in der Wildnis, Beschränkung auf bestimmte Nahrung, sollen den Novizen in seiner Abschließung von der Umgebung stärken.
Potlatches werden mittlerweile gefeiert, wenn jemand den Namen eines Vorfahren erhalten soll, ein Begräbnis ansteht, in Gedenken an einen Verstorbenen. Aus dem gesamten Salish-Gebiet werden dazu Gäste eingeladen. Manchmal wird alles im Haus verschenkt.
Ebenfalls wiederbelebt wurden die Künste des Schnitzens, Malens und Webens. Susan Point von den Musqueam hat überregionale Bekanntheit erlangt. Dazu kommt der Kanubau. Kanufahrten ziehen mittlerweile zahlreiche Touristen an, aber es werden auch Wettbewerbe zwischen den Stämmen und Clans ausgetragen.
Powwows, stammesübergreifende Tanzversammlungen haben ebenfalls an Zulauf gewonnen. Dennoch können nicht alle Lieder gesungen und gespielt werden, da sie an Jahreszeiten oder bestimmte Zeremonien, oftmals auch an bestimmte Clans gebunden sind. Diese Feierlichkeiten kulminieren alljährlich in einem großen, grenzübergreifenden Treffen aller Küsten-Salish, dessen Teilnehmer von den Stämmen reihum empfangen werden.
Auch die Beschäftigung mit Kultur und Geschichte hat manchen bekannt gemacht. Sonny McHalsie, ein Stó:lō, hat zahlreiche Halkomelem-Ortsnamen untersucht und dokumentiert. Er ist bei seinem Stamm als Kulturfachmann beschäftigt.

### Nachwirkungen: Mission, Residential Schools, Bildung
Zum Repertoire der voreuropäischen Bildung gehörte das Rezitieren mündlicher Überlieferung, wozu Familiengeschichten, Geschichte und Genealogie, Legenden und Mythen gehörten. Diese Aufgabe oblag den Älteren, fand aber auch durch Instruktion der jungen Frauen durch ältere in den Menstruationshütten statt, bei Schamanen durch eine Art Mentor. Großeltern waren hierbei sehr wichtig. Schon als Kinder wurden die „Historiker“ der Familien und Stämme ausgewählt und unterrichtet.
Die Residential Schools, deren oberstes Ziel die Assimilation an den canadian way of life war, wurden in den 70er und 80er Jahren geschlossen. Für die dort herrschenden Zustände haben sich sowohl die Kirchen als auch der Staat inzwischen entschuldigt und ein Programm zur Wiedergutmachung aufgelegt. Stämme, wie die Stó:lō Band auf Seabird Island bieten Sprachkurse an und unterrichteten ihre Kinder selbst. Die Sprachkurse nehmen seit den 90ern stark zu, auch die Zulassungszahlen an höheren Schulen und Universitäten steigen. Dazu trug erheblich das First Nations House of Learning an der University of British Columbia bei.

## Jüngste Geschichte
1977 verlangte die Gitksan-Carrier Declaration: „Erkennt unsere Souveränität an, erkennt unsere Rechte an, so dass wir Eure Rechte voll anerkennen können.“ Tatsächlich wurden 1982 in section 35(1) der kanadischen Verfassung die Ansprüche der ursprünglichen Bevölkerung (aboriginals) grundsätzlich anerkannt und das Verhältnis zu den Regierungsebenen auf eine neue Basis gestellt. In der Delgamuukw Decision entschied der Oberste Gerichtshof, dass vor 1867 die Rechte der Ureinwohner niemals ausgelöscht worden seien, und sie daher seit der Gründung Kanadas fortbestehen. Außerdem hielten mehrere Gerichtsurteile fest, dass den Indianern das Recht zusteht, ihre besondere Kultur ihren Kindern nahezubringen, wobei das Territorium integraler Bestandteil sei. Daher müsse bei jeder Entscheidung, die dieses Land betrifft, eine Konsultation mit dem betroffenen Stamm erfolgen. 1997 entschied der Oberste Gerichtshof, dass die Rechte sich auf Rechte an Land, Ressourcen und das Recht auf kulturelle Traditionen sowie auf politische Autonomie beziehen.
Diese Entscheidung bezieht sich etwa auf die Fischindustrie, die den viertgrößten Industriezweig Kanadas darstellt. Allein ein Drittel der Werte wird dabei in British Columbia erwirtschaftet. Erst 1990 wurde in der Sparrow decision das indianische Fischereirecht anerkannt, und zwar mit einem Vorrang vor anderen ökonomischen Ansprüchen.
1993 reagierte British Columbia mit der Einsetzung der B.C. Treaty Commission. Sie sollte zunächst Überlappungen der Landforderungen klären und möglichst lösen. Am Ende des sechsstufigen Prozesses sollte ein Vertrag stehen. Doch beim Vertragsprozess scheiden sich die Geister. Die Zahl der Verweigerer, die der Ansicht sind, zu viele Rechte und Titel würden aufgegeben, wächst, dennoch sind die ersten Verträge so gut wie abgeschlossen. Die Sechelt hingegen unterzeichneten 1986 den Sechelt Indian Band Self-Government Act. Ob sie mehr sind, als eine Stadtverwaltung, muss sich erst noch zeigen.
Kennzeichen der Politik der Salish war lange eine gewisse Kleinräumigkeit, die zunächst durch grenzüberschreitende Verbindungen, dann aber auch durch Repräsentanten in den höchsten Gremien durchbrochen wurde. So verlor die Musqueam-Kandidatin Wendy Grant nur knapp die Wahl zum Grand Chief der Assembly of First Nations.
Einer der Stammesräte, die eine größere Gruppe von Salish vertreten, ist die 1993 gegründete Hul'qumi'num Treaty Group. Sie repräsentiert die 6.200 Mitglieder der Chemainus First Nation, Cowichan Tribes, Halalt First Nation, Lake Cowichan First Nation, Lyackson First Nation und den Penelakut Tribe. Ihnen geht es um 59.000 ha Land, das in den 1860er Jahren an Siedler verkauft worden ist, um 268.000 ha, die 1884 zum Bau der Esquimalt and Nanaimo Railway auf Vancouver Island vergeben wurden. Kohleabbau, Waldwirtschaft und andere Industrien haben von der ursprünglichen Landschaft wenig übriggelassen. So gibt es nur noch auf 0,5 % des Stammesgebiets Urwald. Die meisten Reservate sind kleiner als 40 ha. Im traditionellen Stammesgebiet sind nur noch 48.000 ha Crown Land, also 15 %. Davon sind 8.000 ha als Parks und Schutzgebiete gesichert. Über 84 % sind also in Privatbesitz, davon allein fast 200.000 ha in der Hand weniger Holzunternehmen. Das aber fürchten die häufig armen Gemeinden am meisten, dass ihre Mitglieder im Falle einer Privatisierung nach und nach verkaufen.
1994 bestand, entsprechend der veränderten Rechtslage, zum ersten Mal beim Ausbau Victorias, der Hauptstadt British Columbias, im Rahmen des Bamberton Town Development Project Gelegenheit, praktikable Wege zu finden. Unter Federführung des Environmental Assessment Office wurde ein zusammenhängendes Projekt entwickelt, das die Forderungen der sechs betroffenen Stämme, also der Malahat, Tsartlip, Pauquachin, Tseycum und Tsawout Bands, und der Cowichan Tribes berücksichtigen sollte. Der Bericht umriss die traditionellen und aktuellen Nutzungsweisen des betroffenen Landes, betrachtete die Bedeutung für die genannten Stämme. Die Erfahrungen hieraus führten zum Schutz verschiedener Bereiche in der neu entstandenen Stadt und mündeten 1998 in einer Beteiligung der Indianer bei der Entwicklung von marinen Schutzgebieten, wie z. B. Race Rocks. Das Unterrichtsprogramm des Lester B. Pearson College schließt seitdem nicht nur biologische Inhalte ein, sondern auch kulturelle Aspekte, in diesem Fall der Beecher Bay First Nations.
Dabei spielt das 13-Monde-System wieder eine wichtige Rolle. Im Jahr 2000 luden die Beecher Bay zu einer Feierlichkeit ein, zu der alle Involvierten erschienen. Entsprechend der Rituale dienten die jüngeren als Diener, und zwar den Ahnen, zu deren Ehrung auch Speisen verbrannt wurden.
Bei den Küsten-Salish ist die Zahl der Frauen, die als Councillors arbeiten, seit den 60er Jahren von 11 auf fast 30 % gestiegen. Die Zahl der Beschäftigten bei der Stó:lō-Nation verzehnfachte sich zwischen 1990 und 1997 von etwa 20 auf rund 200. Inzwischen erhalten auch Leute Geld für nützliche Arbeiten, die sie lange ohne Bezahlung durchgeführt haben, wie Betreuung, Unterrichtung, Pflege, Landschaftsschutz usw.
Die Situation südlich der Grenze zu den USA ist stark geprägt von Versuchen, am Tourismus und am Entertainment zu partizipieren. Casinos und Hotels sind zu wichtigen Einnahmequellen avanciert. Dabei sind die Stammesgebiete einerseits viel weniger scharf definiert, andererseits viel stärker von Nichtstammesangehörigen bewohnt. Zudem sind die Stämme oftmals erheblich größer. Sie streben überwiegend nach Selbstregierung (self governance) und unterhalten eigene politische Gremien, Gerichte, Exekutivorgane usw.
Dieses historische Erbe sorgt dafür, dass nicht leicht festzustellen ist, was ein Stamm (tribe) sei, auch wenn die Regierung einen Sieben-Kriterien-Katalog aufgestellt hat. Da nur die Stämme als Ganzes Kasinos betreiben dürfen, und diese sich wiederum als enorm wichtige Anbieter von Arbeitsplätzen erwiesen haben, versucht der ein oder andere Stamm zu verhindern, dass (noch) nicht anerkannte Stämme vom Staat akzeptiert werden, um so die Konkurrenz fernzuhalten. So ist es nicht nur der Staat, der die Verfahren hinauszögert und verkompliziert.
Trotz solcher Gegensätze sehen sich die Küsten-Salish als grenzüberschreitende, zusammenhängende Gruppe, die seit 2007 ein Programm zur Wiederherstellung und zum Schutz der natürlichen Umgebung entwickelt. Dazu versammelten sich vom 24. bis 26. Januar 2007 und vom 27. bis zum 29. Februar 2008 Vertreter sowohl kanadischer als auch US-amerikanischer Salish-Stämme im Reservat der Cowichan in British Columbia bzw. der Tulalip in Washington. Seit 2005 finden diese Treffen statt. Ihre Teilnehmer sehen sich verantwortlich für die gesamte Küste, die von Salish-Stämmen beansprucht wird, und nennen sie folgerichtig Salish Sea.
Angesichts der auf dem Gebiet der Squamish und der St'at'imc sowie anderer Salish-Stämme geplanten Olympischen Winterspiele 2010, wehrt sich ein Teil der Squamish, vor allem das Native Youth Movement, gegen die Enteignung des von ihnen beanspruchten Gebiets („No Olympics on Stolen Land“). Die Führer der so genannten vier gastgebenden Stämme, die Lil’wat, Musqueam, Squamish und Tsleil-Waututh, hingegen unterstützen die Olympischen Spiele und ziehen Gewinne daraus.
Zu den zehn Salish-Stämmen, die einen Anerkennungsantrag gestellt haben, aber in den USA nicht anerkannt sind, zählen (Stand: 15. Februar 2007) in Washington der Steilacoom Tribe, der Snohomish Tribe of Indians (2004 abgelehnt), der Samish Tribe of Indians, der Cowlitz Tribe of Indians, die Jamestown Clallam, die Snoqualmie Tribal Organization, der Duwamish Tribe (abgelehnt 2002), der bzw. die Chinook Indian Tribe/Chinook Nation (abgelehnt 2003), der Snoqualmoo Tribe of Whidbey Island. In Oregon sind die Tchinouk Indians nicht anerkannt (abgelehnt 1986). Die Mitchell Bay Band of San Juan Islands ist ebenso wenig anerkannt.